# Hassan Bousetta
Hassan Bousetta (Hasselt, 13 juli 1970) is een Belgische wetenschapper en politicus voor de PS.

## Levensloop
Bousetta, die Marokkaanse roots heeft, studeerde aan de Université libre de Bruxelles en de Université de Liège.  Hij doctoreerde aan de Katholieke Universiteit Brussel in de sociale wetenschappen.  Zijn wetenschappelijke carrière bracht hem van 1994 tot 1997 naar de Universiteit Utrecht en van 1997 tot 2000 werkte hij aan de K.U.Brussel en van 2000 tot 2002 aan de University of Bristol. Daarna werd hij als F.R.S.-FNRS onderzoeker actief aan de Universiteit Luik. Op 23 september 2004 werd hij benoemd in een commissie die de vernieuwing van de organen van de islamitische eredienst diende te realiseren.
Van 2010 tot 2014 zetelde Bousetta in de Belgische Senaat. Bij de verkiezingen van 2014 was hij kandidaat voor het Waals Parlement, maar slaagde er niet in om verkozen te geraken.
Bousetta is woonachtig in Luik, waar hij van 2006 tot 2018 in de gemeenteraad zetelde.
- Gemeinsame Normdatei: 1139663607
- International Standard Name Identifier: 0000 0000 4075 684X
- Library of Congress Control Number: n2004092471
- Nationale Bibliotheek van Israël: 987007339166205171
- Système universitaire de documentation: 135532523
- Virtual International Authority File: 200119076
- WorldCat: E39PBJcRcc4p7d3cQMRGgJf8YP